# Bologna Football Club 1909 2022-2023
Questa voce raccoglie le informazioni riguardanti il Bologna Football Club 1909 nelle competizioni ufficiali della stagione 2022-2023.

## Stagione
La stagione 2022-2023 è stata la 76ª in Serie A del Bologna e la 92ª nel torneo di massima serie italiano, l'8ª consecutiva in Serie A. La stagione dei rossoblù inizia con il tecnico Sinisa Mihajlovic ma a inizio settembre, per l'aggravarsi della malattia che lo affligge da alcuni anni, e che si ripercuote sull'andamento della squadra, con sofferta decisione della società viene esonerato. 
Per sostituirlo si punta sull'italo-brasiliano Thiago Motta che nelle ultime due stagioni ha lavorato bene tanto a Genova con il Genoa, che a La Spezia. Il Bologna chiude il girone di andata con 23 punti. 
A metà dicembre muore Sinisa Mihajlovic, dopo aver strenuamente combattuto. La squadra e l'intera città lo piangono. A più di un anno dalla morte si verrà a sapere dalla moglie che il Bologna ha continuato a versargli lo stipendio anche dopo morto, fino alla scadenza del contratto.
Nel girone di ritorno il Bologna sale alcune posizioni, raccoglie nella seconda parte del torneo un bottino di 31 punti, che lo portano a sfiorare l'Europa, infatti il Bologna arriva nono a 54 punti, ma con 56 punti è la Fiorentina che si prende, con l'ottavo posto, la Conference League. Nella Coppa Italia il Bologna nei trentaduesimi di finale supera (1-0) il Cosenza, nei sedicesimi di finale supera (1-0) il Cagliari, negli ottavi di finale esce dal torneo perdendo (1-0) con la Lazio. Sono due i calciatori bolognesi che arrivano in doppia cifra in questa stagione, l'ascolano Riccardo Orsolini con 11 reti e l'austriaco Marko Arnautovic dopo le 14 reti della scorsa stagione, in questa ne firma 10.

## Divise e sponsor
Per il ventiduesimo anno consecutivo lo sponsor tecnico per la stagione 2022-2023 è Macron. Il main sponsor è Cazoo, al primo anno; il back sponsor, nonché top partner, per il terzo anno consecutivo (anche se nei due precedenti come second sponsor) è Selenella; lo sleeve sponsor è Lavoropiù, al quarto anno consecutivo.
| Casa | Trasferta | Terza divisa | Quarta divisa | 1ª portiere | 2ª portiere |

## Organigramma societario
- Chairman: Joey Saputo
- Amministratore delegato: Claudio Fenucci
- Consiglio di amministrazione: Joe Marsilii, Anthony Rizza
- Presidente del Collegio Sindacale: Francesco Catenacci
- Collegio Sindacale: Renato Santini, Massimo Tamburini
- Direttore Amministrazione, Finanza e Controllo: Alessandro Gabrieli
- Amministrazione: Annalisa D'Amato, Roberta Dovesi, Janet Freeman, Marika Gagliardi, Antonella Nicolini
- Segretario generale: Luca Befani
- Segretario sportivo: Daniel Maurizi

Area organizzativa
- Segreteria organizzativa: Federica Orlandi, Paola Mazzitelli
- Ufficio acquisti: Simona Verdecchia Tovoli
- Gestione personale: Daniela Fortini, Giuseppe Maselli
- Responsabile e Delegato sicurezza: Roberto Tassi

- Stadium Manager: Mirco Sandoni
- Custode stadio: Maurizio Savi
- Servizi logistici e trasporti: Gianpaolo Benni, Guido Cassanelli
- Magazzinieri: Matteo Campagna, Nicola Capelli, Davide Nicolini
- Lavanderia: Loredana De Luca, Rita Gandolfi, Debora Roncarati

Area comunicazione
- Responsabile: Carlo Caliceti
- Responsabile comunicazione sportiva: Federico Frassinella
- Comunicazione sportiva: Gloria Gardini
- Responsabile BFC TV: Claudio Maria Cioffi
- BFC TV: Gianluca Ciraolo
- Responsabile Area Digital: Edoardo Collina
- Social Media manager: Matteo Bulgarelli

Area marketing
- Direttore: Christoph Winterling
- Sponsorship Sales Manager: Andrea Battacchi
- Sponsorship & Head of Corporate Sales Manager: Enrico Forni
- Head of Merchandising and Licensing: Tommaso Giaretta
- Marketing Manager: Chiara Targa
- Marketing area: Federica Furlan, Luigi Uva
- Kids area: Angela Diciolla
- Senior & Social Project Area: Clara Simonini
- Responsabile biglietteria: Massimo Gabrielli
- Call center biglietteria: Riccardo Simione
- Biglietteria: Nadia Guidotti
- Centralino: Claudia Magnani, Matteo Molinari

- Responsabile: Giovanni Sartori
- Direttore sportivo: Marco Di Vaio
- Responsabile scouting: Dario Rossi
- Allenatore: Siniša Mihajlović, da settembre Luca Vigiani (ad interim), da settembre Thiago Motta
- Allenatore in seconda: Miroslav Tanjga, da settembre Alexandre Hugeux
- Collaboratori tecnici: Diego Apicella, Renato Baldi, Emilio De Leo, Paolo Magnani; da settembre Alessandro Colasante, Simon Colinet, Alfred Dossou-Yovo, Flavio Garcia
- Preparatore dei portieri: Luca Bucci, da settembre Iago Lozano
- Preparatori atletici: Paolo Aiello, Massimiliano Marchesi[6], Nicolò Prandelli
- Match analyst: Davide Lamberti[6]
- Team manager: Tommaso Fini

Area sanitaria
- Responsabile: Gianni Nanni
- Medici sociali: Luca Bini, Giovanbattista Sisca
- Fisioterapisti: Luca Ghelli, Luca Govoni, Juan Manuel Parafita, Simone Spelorzi

## Rosa
Rosa, ruoli e numerazione aggiornati al 18 febbraio 2023.
| N. |                        | Ruolo | Calciatore        |
| -- | ---------------------- | ----- | ----------------- |
| 1  | Italia (bandiera)      | P     | Francesco Bardi   |
| 3  | Austria (bandiera)     | D     | Stefan Posch      |
| 4  | Uruguay (bandiera)     | D     | Joaquín Sosa      |
| 5  | Francia (bandiera)     | D     | Adama Soumaoro    |
| 6  | Croazia (bandiera)     | C     | Nikola Moro       |
| 7  | Italia (bandiera)      | A     | Riccardo Orsolini |
| 8  | Argentina (bandiera)   | C     | Nicolás Domínguez |
| 9  | Austria (bandiera)     | A     | Marko Arnautović  |
| 10 | Italia (bandiera)      | A     | Nicola Sansone    |
| 11 | Paesi Bassi (bandiera) | A     | Joshua Zirkzee    |
| 14 | Italia (bandiera)      | D     | Kevin Bonifazi    |
| 17 | Cile (bandiera)        | C     | Gary Medel        |
| 18 | Italia (bandiera)      | A     | Antonio Raimondo  |
| 19 | Scozia (bandiera)      | C     | Lewis Ferguson    |
| 20 | Svizzera (bandiera)    | C     | Michel Aebischer  |

| N. |                        | Ruolo | Calciatore                           |
| -- | ---------------------- | ----- | ------------------------------------ |
| 21 | Italia (bandiera)      | C     | Roberto Soriano (capitano)           |
| 22 | Grecia (bandiera)      | D     | Charalampos Lykogiannīs              |
| 23 | Italia (bandiera)      | P     | Nicola Bagnolini                     |
| 25 | Finlandia (bandiera)   | C     | Niklas Pyyhtiä                       |
| 26 | Colombia (bandiera)    | D     | Jhon Lucumí                          |
| 28 | Polonia (bandiera)     | P     | Łukasz Skorupski                     |
| 29 | Italia (bandiera)      | D     | Lorenzo De Silvestri (vice capitano) |
| 30 | Paesi Bassi (bandiera) | C     | Jerdy Schouten                       |
| 33 | Paesi Bassi (bandiera) | D     | Denso Kasius                         |
| 34 | Italia (bandiera)      | P     | Federico Ravaglia                    |
| 50 | Italia (bandiera)      | D     | Andrea Cambiaso                      |
| 55 | Italia (bandiera)      | A     | Emanuel Vignato                      |
| 77 | Grecia (bandiera)      | D     | Geōrgios Kyriakopoulos               |
| 99 | Gambia (bandiera)      | A     | Musa Barrow                          |

## Calciomercato

### Sessione estiva(dall'1/7 all'1/9)
| Acquisti         | Acquisti                | Acquisti          | Acquisti                                                                          |
| R.               | Nome                    | da                | Modalità                                                                          |
| ---------------- | ----------------------- | ----------------- | --------------------------------------------------------------------------------- |
| D                | Andrea Cambiaso         | Juventus          | prestito                                                                          |
| D                | Charalampos Lykogiannīs |                   | svincolato                                                                        |
| D                | Jhon Lucumí             | Genk              | definitivo (8 milioni €)                                                          |
| D                | Stefan Posch            | Hoffenheim        | prestito con diritto di riscatto tramutabile in obbligo di riscatto (5 milioni €) |
| D                | Joaquín Sosa            | Nacional          | definitivo (1 milione € + 1 milione € bonus)                                      |
| D                | Arthur Theate           | Ostenda           | diritto di riscatto esercitato (5 milioni €)                                      |
| C                | Michel Aebischer        | Young Boys        | obbligo di riscatto esercitato (3,5 milioni €)                                    |
| C                | Lewis Ferguson          | Aberdeen          | definitivo (3,5 milioni €)                                                        |
| C                | Nikola Moro             | Dinamo Mosca      | prestito oneroso (1,5 milioni €) con diritto di riscatto (6 milioni €)            |
| A                | Joshua Zirkzee          | Bayern Monaco     | definitivo con diritto di riacquisto (8,5 milioni €)                              |
| Altre operazioni |                         |                   |                                                                                   |
| R.               | Nome                    | da                | Modalità                                                                          |
| P                | Nicolò Cinelli          | Delta Porto Tolle | fine prestito                                                                     |
| P                | Federico Ravaglia       | Frosinone         | fine prestito                                                                     |
| P                | Alessandro Ruggiu       | Este              | fine prestito                                                                     |
| D                | Emanuele Acampora       | Sona              | fine prestito                                                                     |
| D                | Matteo Angeli           | Imolese           | definitivo (0,3 milioni €)                                                        |
| D                | Samuele Armaroli        | Granamica         | fine prestito                                                                     |
| D                | Lorenzo Cavazza         | Progresso         | fine prestito                                                                     |
| D                | Giuseppe Cottone        | Acireale          | definitivo                                                                        |
| D                | Stefano Denswil         | Trabzonspor       | fine prestito                                                                     |
| D                | Omar Khailoti           | Carrarese         | fine prestito                                                                     |
| D                | Lorenzo Mantovani       | Progresso         | fine prestito                                                                     |
| D                | Nicolò Panzacchi        | Progresso         | definitivo                                                                        |
| C                | Andri Baldursson        | Copenaghen        | fine prestito                                                                     |
| C                | Alessio Bovo            | Mezzolara         | fine prestito                                                                     |
| C                | Flavio Di Dio           | AZ Picerno        | fine prestito                                                                     |
| C                | Matteo Schiavoni        | CF Montréal       | definitivo                                                                        |
| A                | Gianmarco Cangiano      | Crotone           | fine prestito                                                                     |
| A                | Tommaso Ebone           | Montebelluna      | definitivo                                                                        |
| A                | Camil Mmaee             | Standard Liegi    | definitivo                                                                        |
| A                | Orji Okwonkwo           | Cittadella        | fine prestito                                                                     |
| A                | Simone Rabbi            | Piacenza          | fine prestito                                                                     |
| A                | Sydney van Hooijdonk    | Heerenveen        | fine prestito                                                                     |

| Cessioni         | Cessioni             | Cessioni           | Cessioni                                          |
| R.               | Nome                 | a                  | Modalità                                          |
| ---------------- | -------------------- | ------------------ | ------------------------------------------------- |
| P                | Marco Molla          | Imolese            | prestito                                          |
| D                | Ebenezer Annan       | Imolese            | prestito                                          |
| D                | Luis Binks           | Como               | prestito                                          |
| D                | Mitchell Dijks       |                    | risoluzione consensuale                           |
| D                | Aaron Hickey         | Brentford          | definitivo (17 milioni € + 5 milioni € bonus)     |
| D                | Ibrahima Mbaye       |                    | risoluzione consensuale                           |
| D                | Arthur Theate        | Rennes             | definitivo (20 milioni € + 2 milioni € bonus)     |
| C                | Kingsley Michael     | Ried               | prestito                                          |
| C                | Luis Rojas           | Crotone            | fine prestito                                     |
| C                | Mattias Svanberg     | Wolfsburg          | definitivo (9,5 milioni € + 3 milioni € bonus)    |
| C                | Nicolas Viola        |                    | svincolato                                        |
| A                | Diego Falcinelli     |                    | svincolato                                        |
| A                | Federico Santander   |                    | svincolato                                        |
| Altre operazioni |                      |                    |                                                   |
| R.               | Nome                 | a                  | Modalità                                          |
| P                | Nicolò Cinelli       | Corticella         | definitivo                                        |
| P                | Federico Ravaglia    | Reggina            | prestito                                          |
| P                | Alessandro Ruggiu    | Portomansuè        | definitivo                                        |
| D                | Emanuele Acampora    | Sant'Antonio Abate | definitivo                                        |
| D                | Manuel Allegrucci    | Cesena             | diritto di riscatto esercitato                    |
| D                | Matteo Angeli        | Renate             | prestito                                          |
| D                | Davide Borsato       | L.R. Vicenza       | diritto di riscatto esercitato                    |
| D                | Lorenzo Cavazza      | Termoli            | prestito                                          |
| D                | Luca Cavina          | Mezzolara          | definitivo                                        |
| D                | Stefano Denswil      | Trabzonspor        | definitivo                                        |
| D                | Omar Khailoti        | Novara             | definitivo                                        |
| D                | Joona Lahdenmäki     | SJK Akatemia       | definitivo                                        |
| D                | Riccardo Montalbani  | Mezzolara          | definitivo                                        |
| D                | Nicolò Panzacchi     | Lentigione         | prestito                                          |
| C                | Emmanuel Acquah      | EurAfrica          | fine prestito                                     |
| C                | Andri Baldursson     | N.E.C.             | prestito con diritto di riscatto e controriscatto |
| C                | Jacopo Casadei       | Empoli             | prestito                                          |
| C                | Thomas Cossalter     | Dolomiti Bellunesi | definitivo                                        |
| C                | César Falletti       | Ternana            | obbligo di riscatto esercitato (1,4 milioni €)    |
| C                | Alfred Owusu         | Sanremese          | prestito                                          |
| C                | Dion Ruffo Luci      | Trento             | prolungamento prestito                            |
| C                | David Wieser         | Inter              | fine prestito                                     |
| A                | Gianmarco Cangiano   | Bari               | prestito con diritto di riscatto e controriscatto |
| A                | Mattia Cupani        | Campodarsego       | fine prestito                                     |
| A                | Flavio Di Dio        |                    | svincolato                                        |
| A                | Gabriele Onesti      | Ternana            | fine prestito                                     |
| A                | Mattia Pagliuca      | Imolese            | prestito                                          |
| A                | Simone Rabbi         |                    | svincolato                                        |
| A                | Matias Rocchi        | Imolese            | prestito                                          |
| A                | Sydney van Hooijdonk | Heerenveen         | prestito                                          |

### Sessione invernale(dal 2/1 al 31/1)
| Acquisti         | Acquisti               | Acquisti    | Acquisti                                       |
| R.               | Nome                   | da          | Modalità                                       |
| ---------------- | ---------------------- | ----------- | ---------------------------------------------- |
| P                | Federico Ravaglia      | Reggina     | risoluzione prestito                           |
| D                | Geōrgios Kyriakopoulos | Sassuolo    | prestito con diritto di riscatto (3 milioni €) |
| Altre operazioni |                        |             |                                                |
| R.               | Nome                   | da          | Modalità                                       |
| P                | Sebastian Breza        | CF Montréal | fine prestito                                  |
| D                | Gabriele Corbo         | CF Montréal | fine prestito                                  |
| D                | Nicolò Panzacchi       | Lentigione  | risoluzione prestito                           |
| C                | Dion Ruffo Luci        | Trento      | risoluzione prestito                           |
| A                | Gianmarco Cangiano     | Bari        | risoluzione prestito                           |
| A                | Mattia Pagliuca        | Imolese     | risoluzione prestito                           |

| Cessioni         | Cessioni           | Cessioni        | Cessioni                         |
| R.               | Nome               | a               | Modalità                         |
| ---------------- | ------------------ | --------------- | -------------------------------- |
| D                | Denso Kasius       | Rapid Vienna    | prestito                         |
| A                | Emanuel Vignato    | Empoli          | prestito con diritto di riscatto |
| Altre operazioni |                    |                 |                                  |
| R.               | Nome               | a               | Modalità                         |
| P                | Sebastian Breza    | Carrarese       | prestito                         |
| D                | Nicolò Panzacchi   | Mezzolara       | prestito                         |
| D                | Pape Sakho         | Lucerna         | prestito                         |
| C                | Dion Ruffo Luci    | Turris          | prestito                         |
| A                | Gianmarco Cangiano | Fortuna Sittard | prestito con diritto di riscatto |
| A                | Musa Juwara        | Odense          | prestito con diritto di riscatto |

### Operazioni esterne alle sessioni
| Cessioni         | Cessioni         | Cessioni         | Cessioni         |
| Altre operazioni | Altre operazioni | Altre operazioni | Altre operazioni |
| R.               | Nome             | a                | Modalità         |
| ---------------- | ---------------- | ---------------- | ---------------- |
| D                | Gabriele Corbo   | CF Montréal      | definitivo       |
| A                | Kasper Paananen  | SJK              | definitivo       |

## Risultati

### Serie A

#### Girone di andata
| Arbitro: | Massimi (Termoli) |

|                                      |           |                       |
| De Silvestri 68’ (aut.) Immobile 79’ | Marcatori | 38’ (rig.) Arnautović |

| Arbitro: | Marcenaro (Genova) |

|                |           |           |
| Arnautović 21’ | Marcatori | 43’ Henry |

| Arbitro: | Manganiello (Pinerolo) |

|                     |           |  |
| Leão 21’ Giroud 58’ | Marcatori |  |

| Arbitro: | Ghersini (Genova) |

|                       |           |         |
| Arnautović 52’ (rig.) | Marcatori | 88’ Dia |

| Arbitro: | Giua (Olbia) |

|                                      |           |                    |
| S. Bastoni 45+2’ Schouten 54’ (aut.) | Marcatori | 7’, 64’ Arnautović |

| Arbitro: | Orsato (Schio) |

|                           |           |                     |
| Barrow 59’ Arnautović 62’ | Marcatori | 54’ Martínez Quarta |

| Arbitro: | Volpi (Arezzo) |

|  |           |                |
|  | Marcatori | 75’ Bandinelli |

| Arbitro: | Abisso (Palermo) |

|                                   |           |  |
| Kostić 24’ Vlahović 59’ Milik 62’ | Marcatori |  |

| Arbitro: | Piccinini (Forlì) |

|               |           |             |
| Domínguez 32’ | Marcatori | 72’ Đuričić |

| Arbitro: | Cosso (Reggio Calabria) |

|                                       |           |                        |
| Juan Jesus 45’ Lozano 49’ Osimhen 69’ | Marcatori | 41’ Zirkzee 51’ Barrow |

| Arbitro: | Sozza (Seregno) |

|                                    |           |  |
| Arnautović 13’ (rig.) Ferguson 35’ | Marcatori |  |

| Arbitro: | Pairetto (Nichelino) |

|                    |           |                           |
| Petagna 57’ (rig.) | Marcatori | 60’ Ferguson 73’ Orsolini |

| Arbitro: | Giua (Olbia) |

|                        |           |                  |
| Orsolini 64’ Posch 73’ | Marcatori | 26’ (rig.) Lukić |

| Arbitro: | Colombo (Como) |

|                                                                          |           |                 |
| Džeko 26’ Dimarco 36’, 48’ Martínez 42’ Çalhanoğlu 59’ (rig.) Gosens 76’ | Marcatori | 22’ Lykogiannīs |

| Arbitro: | Pezzuto (Lecce) |

|                                           |           |  |
| Aebischer 30’ Arnautović 50’ Ferguson 78’ | Marcatori |  |

| Arbitro: | Santoro (Messina) |

|                      |           |  |
| Pellegrini 6’ (rig.) | Marcatori |  |

| Arbitro: | Di Bello (Brindisi) |

|             |           |                             |
| Orsolini 6’ | Marcatori | 47’ Koopmeiners 58’ Højlund |

| Arbitro: | Volpi (Arezzo) |

|          |           |                       |
| Beto 10’ | Marcatori | 59’ Sansone 80’ Posch |

| Arbitro: | Marchetti (Ostia Lido) |

|                      |           |                    |
| Chiricheș 55’ (aut.) | Marcatori | 50’ (rig.) Okereke |

#### Girone di ritorno
| Arbitro: | Massimi (Termoli) |

|                        |           |  |
| Posch 37’ Orsolini 77’ | Marcatori |  |

| Arbitro: | Pairetto (Nichelino) |

|              |           |                               |
| Saponara 19’ | Marcatori | 14’ (rig.) Orsolini 47’ Posch |

| Arbitro: | Zufferli (Udine) |

|  |           |            |
|  | Marcatori | 25’ Donati |

| Arbitro: | Irrati (Pistoia) |

|                   |           |                          |
| Sabiri 68’ (rig.) | Marcatori | 27’ Soriano 90’ Orsolini |

| Arbitro: | Orsato (Schio) |

|              |           |  |
| Orsolini 76’ | Marcatori |  |

| Arbitro: | Rapuano (Rimini) |

|             |           |  |
| Karamoh 22’ | Marcatori |  |

| Bologna 11 marzo 2023, ore 20:45 CET 26ª giornata | Bologna          | 0 – 0 referto | Lazio | Stadio Renato Dall'Ara (27 369 spett.)\| Arbitro: \| Maresca (Napoli) \| |
| Arbitro:                                          | Maresca (Napoli) |               |       |                                                                          |

| Arbitro: | Pairetto (Nichelino) |

|                   |           |                              |
| Pirola 7’ Dia 64’ | Marcatori | 11’ Ferguson 73’ Lykogiannīs |

| Arbitro: | Ferrieri Caputi (Livorno) |

|                                 |           |  |
| Posch 3’ N. Moro 12’ Barrow 49’ | Marcatori |  |

| Arbitro: | Orsato (Schio) |

|  |           |                          |
|  | Marcatori | 49’ Sansone 86’ Orsolini |

| Arbitro: | Massa (Imperia) |

|            |           |            |
| Sansone 1’ | Marcatori | 40’ Pobega |

| Arbitro: | Mariani (Aprilia) |

|                         |           |                 |
| Verdi 45+6’ (rig.), 62’ | Marcatori | 90+4’ Domínguez |

| Arbitro: | Sozza (Seregno) |

|                     |           |           |
| Orsolini 10’ (rig.) | Marcatori | 61’ Milik |

| Arbitro: | La Penna (Roma) |

|                                                 |           |                     |
| Lucumí 1’ (aut.) Akpa-Akpro 45+1’ Cambiaghi 68’ | Marcatori | 88’ (rig.) Orsolini |

| Arbitro: | Ferrieri Caputi (Livorno) |

|             |           |               |
| Berardi 15’ | Marcatori | 42’ Domínguez |

| Bologna 14 maggio 2023, ore 18:00 CEST 35ª giornata | Bologna        | 0 – 0 referto | Roma | Stadio Renato Dall'Ara (23 824 spett.)\| Arbitro: \| Orsato (Schio) \| |
| Arbitro:                                            | Orsato (Schio) |               |      |                                                                        |

| Arbitro: | Valeri (Roma) |

|                  |           |                                                                  |
| D. Ciofani 90+1’ | Marcatori | 14’ Arnautović 27’ Ferguson 45+1’ Posch 62’ Orsolini 80’ Sansone |

| Arbitro: | Marcenaro (Genova) |

|                               |           |                  |
| Ferguson 63’ De Silvestri 84’ | Marcatori | 14’, 54’ Osimhen |

| Arbitro: | Piccinini (Forlì) |

|                     |           |                                           |
| Banda 17’ Oudin 88’ | Marcatori | 58’ Arnautović 81’ Zirkzee 90+7’ Ferguson |

### Coppa Italia

#### Turni eliminatori
| Arbitro: | Camplone (Pescara) |

|             |           |  |
| Sansone 65’ | Marcatori |  |

| Arbitro: | Camplone (Pescara) |

|                  |           |  |
| Obert 69’ (aut.) | Marcatori |  |

#### Fase finale
| Arbitro: | Baroni (Firenze) |

|                     |           |  |
| Felipe Anderson 33’ | Marcatori |  |

## Statistiche

### Statistiche di squadra
Statistiche aggiornate al 4 giugno 2023.
| Competizione | Punti | In casa | In casa | In casa | In casa | In casa | In casa | In trasferta | In trasferta | In trasferta | In trasferta | In trasferta | In trasferta | Totale | Totale | Totale | Totale | Totale | Totale | DR |
| Competizione | Punti | G       | V       | N       | P       | Gf      | Gs      | G            | V            | N            | P            | Gf           | Gs           | G      | V      | N      | P      | Gf     | Gs     | DR |
| ------------ | ----- | ------- | ------- | ------- | ------- | ------- | ------- | ------------ | ------------ | ------------ | ------------ | ------------ | ------------ | ------ | ------ | ------ | ------ | ------ | ------ | -- |
| Serie A      | 54    | 19      | 7       | 9       | 3       | 24      | 14      | 19           | 7            | 3            | 9            | 29           | 35           | 38     | 14     | 12     | 12     | 53     | 49     | +4 |
| Coppa Italia | -     | 2       | 2       | 0       | 0       | 2       | 0       | 1            | 0            | 0            | 1            | 0            | 1            | 3      | 2      | 0      | 1      | 2      | 1      | +1 |
| Totale       | -     | 21      | 9       | 9       | 3       | 26      | 14      | 20           | 7            | 3            | 10           | 29           | 36           | 41     | 16     | 12     | 13     | 55     | 50     | +5 |

### Andamento in campionato
| Giornata  | 1  | 2  | 3  | 4  | 5  | 6  | 7  | 8  | 9  | 10 | 11 | 12 | 13 | 14 | 15 | 16 | 17 | 18 | 19 | 20 | 21 | 22 | 23 | 24 | 25 | 26 | 27 | 28 | 29 | 30 | 31 | 32 | 33 | 34 | 35 | 36 | 37 | 38 |
| --------- | -- | -- | -- | -- | -- | -- | -- | -- | -- | -- | -- | -- | -- | -- | -- | -- | -- | -- | -- | -- | -- | -- | -- | -- | -- | -- | -- | -- | -- | -- | -- | -- | -- | -- | -- | -- | -- | -- |
| Luogo     | T  | C  | T  | C  | T  | C  | C  | T  | C  | T  | C  | T  | C  | T  | C  | T  | C  | T  | C  | C  | T  | C  | T  | C  | T  | C  | T  | C  | T  | C  | T  | C  | T  | T  | C  | T  | C  | T  |
| Risultato | P  | N  | P  | N  | N  | V  | P  | P  | N  | P  | V  | V  | V  | P  | V  | P  | P  | V  | N  | V  | V  | P  | V  | V  | P  | N  | N  | V  | V  | N  | P  | N  | P  | N  | N  | V  | N  | V  |
| Posizione | 11 | 12 | 15 | 15 | 16 | 11 | 15 | 17 | 16 | 17 | 13 | 12 | 11 | 12 | 10 | 11 | 11 | 11 | 11 | 9  | 8  | 9  | 8  | 7  | 7  | 9  | 9  | 8  | 8  | 7  | 8  | 8  | 9  | 8  | 11 | 9  | 11 | 9  |

Fonte:  Serie A TIM – Classifica, su legaseriea.it, Lega Serie A.
Legenda:

Luogo: C = Casa; T = Trasferta. Risultato: V = Vittoria; N = Pareggio; P = Sconfitta.

### Statistiche dei giocatori
| Giocatore        | Serie A  | Serie A | Serie A     | Serie A    | Coppa Italia | Coppa Italia | Coppa Italia | Coppa Italia | Totale   | Totale | Totale      | Totale     |
| Giocatore        | Presenze | Reti    | Ammonizioni | Espulsioni | Presenze     | Reti         | Ammonizioni  | Espulsioni   | Presenze | Reti   | Ammonizioni | Espulsioni |
| ---------------- | -------- | ------- | ----------- | ---------- | ------------ | ------------ | ------------ | ------------ | -------- | ------ | ----------- | ---------- |
| M. Aebischer     | 32       | 1       | 4           | 0          | 2            | 0            | 0            | 0            | 34       | 1      | 4           | 0          |
| M. Arnautović    | 21       | 10      | 5           | 0          | 2            | 0            | 1            | 0            | 23       | 10     | 6           | 0          |
| N. Bagnolini     | 0        | -0      | 0           | 0          | 0            | -0           | 0            | 0            | 0        | -0     | 0           | 0          |
| F. Bardi         | 1        | -0      | 0           | 0          | 1            | -0           | 0            | 0            | 2        | -0     | 0           | 0          |
| M. Barrow        | 32       | 3       | 3           | 0          | 3            | 0            | 0            | 0            | 35       | 3      | 3           | 0          |
| K. Bonifazi      | 13       | 0       | 2           | 0          | 2            | 0            | 1            | 0            | 15       | 0      | 3           | 0          |
| A. Cambiaso      | 32       | 0       | 2           | 0          | 2            | 0            | 0            | 0            | 34       | 0      | 2           | 0          |
| L. De Silvestri  | 15       | 1       | 1           | 0          | 2            | 0            | 0            | 0            | 17       | 1      | 1           | 0          |
| N. Domínguez     | 31       | 3       | 10          | 0          | 3            | 0            | 0            | 0            | 34       | 3      | 10          | 0          |
| L. Ferguson      | 32       | 7       | 4           | 0          | 1            | 0            | 0            | 0            | 33       | 7      | 4           | 0          |
| D. Kasius        | 7        | 0       | 1           | 0          | 0            | 0            | 0            | 0            | 7        | 0      | 1           | 0          |
| G. Kyriakopoulos | 12       | 0       | 2           | 0          | -            | -            | -            | -            | 12       | 0      | 2           | 0          |
| J. Lucumí        | 33       | 0       | 8           | 0          | 1            | 0            | 0            | 0            | 34       | 0      | 8           | 0          |
| C. Lykogiannīs   | 21       | 2       | 3           | 0          | 3            | 0            | 0            | 0            | 24       | 2      | 3           | 0          |
| G. Medel         | 29       | 0       | 5           | 0          | 2            | 0            | 0            | 0            | 31       | 0      | 5           | 0          |
| N. Moro          | 26       | 1       | 1           | 0          | 2            | 0            | 0            | 0            | 28       | 1      | 1           | 0          |
| R. Orsolini      | 32       | 11      | 8           | 2          | 2            | 0            | 0            | 0            | 34       | 11     | 8           | 2          |
| S. Posch         | 30       | 6       | 6           | 0          | 1            | 0            | 0            | 0            | 31       | 6      | 6           | 0          |
| N. Pyyhtiä       | 6        | 0       | 0           | 0          | 1            | 0            | 0            | 0            | 7        | 0      | 0           | 0          |
| A. Raimondo      | 2        | 0       | 0           | 0          | 0            | 0            | 0            | 0            | 2        | 0      | 0           | 0          |
| F. Ravaglia      | 0        | -0      | 0           | 0          | 0            | -0           | 0            | 0            | 0        | -0     | 0           | 0          |
| N. Sansone       | 18       | 4       | 2           | 0          | 2            | 1            | 0            | 0            | 20       | 5      | 2           | 0          |
| J. Schouten      | 33       | 0       | 3           | 0          | 3            | 0            | 1            | 0            | 36       | 0      | 4           | 0          |
| Ł. Skorupski     | 37       | -49     | 4           | 0          | 2            | -1           | 0            | 0            | 39       | -50    | 4           | 0          |
| R. Soriano       | 27       | 1       | 1           | 0          | 3            | 0            | 0            | 0            | 30       | 1      | 1           | 0          |
| J. Sosa          | 10       | 0       | 2           | 0          | 1            | 0            | 1            | 0            | 11       | 0      | 3           | 0          |
| A. Soumaoro      | 23       | 0       | 5           | 1          | 3            | 0            | 0            | 0            | 26       | 0      | 5           | 1          |
| E. Vignato       | 8        | 0       | 1           | 0          | 1            | 0            | 0            | 0            | 9        | 0      | 1           | 0          |
| J. Zirkzee       | 19       | 2       | 1           | 0          | 2            | 0            | 1            | 0            | 21       | 2      | 2           | 0          |

## Giovanili

### Organigramma
- Responsabile: Daniele Corazza
- Segretario Settore Giovanile: Valerio Chiatti
- Direttore sportivo Primavera: Marco Di Vaio
- Responsabile osservatori: Emanuele Marchetti
- Coordinatore staff tecnici:
- Coordinatore preparatori dei portieri: Vincenzo Benvenuto

Area organizzativa
- Psicologi: Paola Tomasotti, Silvia Brotto
- Magazziniere: Antonio Labianca

Scuola Calcio
- Responsabile Scuola Calcio: Valerio Chiatti
- Responsabile attività di base: Alessandro Ramello

Area tecnica - Primavera
- Allenatore: Luca Vigiani
- Allenatore in seconda: Andrea Bellucco
- Preparatore atletico: Nazzareno Tozzo
- Preparatore portieri: Andrea Sentimenti
- Match analyst: Alfonso Lobascio
- Team manager: Pier Angelo Guadagnini
- Fisioterapisti: Matteo Spinosa, Carmelo Sposato
- Medico sociale: Andrea Stegagno
- Recupero infortunati:

Area tecnica - Under 18
- Allenatore: Luigi Della Rocca
- Allenatore in seconda: Davide Zappaterra
- Collaboratore tecnico:
- Preparatore atletico: Giuseppe Baglio
- Preparatore portieri: Andrea Sentimenti
- Fisioterapista: Lorenzo Regard
- Medico sociale: Giulio Biancalana

Area tecnica - Under 17
- Allenatore: Denis Biavati
- Allenatore in seconda: Matteo Scaglioni
- Preparatore atletico: Francesco Granato
- Preparatore portieri: Cosimo Cavallo
- Fisioterapista: Marco Bartolai
- Medico sociale: Bruno Massa

Area tecnica - Under 16
- Allenatore: Luca Sordi
- Allenatore in seconda: Filippo Zanzani
- Preparatore atletico: Domenico Marra
- Preparatore portieri: Cosimo Cavallo
- Fisioterapista: Samuele Caldarella
- Medico sociale:

- Allenatore: Nicolò Mazzanti
- Allenatore in seconda: David Barani
- Preparatore atletico: Michelangelo Piccolo
- Preparatori portieri: Paolo De Lucca, Filippo Pancaldi
- Fisioterapista: Mario Dervishaj

Area tecnica - Under 14
- Allenatore: Massimo Ventura

Area tecnica - Under 13 - A
- Allenatore: Christian Barca

Area tecnica - Under 13 - B
- Allenatori: Giuseppe Taccogna, Mario Gussoni

### Piazzamenti
- Primavera[50]:
  - Campionato: 9º
  - Coppa Italia: Sedicesimi
  - Torneo di Viareggio: Semifinalista
  - Torneo Città di Vignola: Semifinalista
- Under 18[50]: 
  - Campionato: 4º nel girone A
- Under 17[50]: 
  - Campionato: 2º turno[51]
- Under 16[50]:
  - Campionato: Ottavi di finale[52]

- Under 15[50]:
  - Campionato: Quarti di finale[53]
- Under 14:
  - Campionato: 4º nel girone C della fase Interregionale[54]
- Under 13 - A:
  - Campionato: 4º nel girone A Emilia-Romagna
- Under 13 - B:
  - Campionato: 8º nel girone A Emilia-Romagna[55]